# Facet do dziecka
Facet do dziecka (ang. The Sitter) – amerykański film komediowy z 2011 roku w reżyserii Davida Gordona Greena.

## Fabuła
Noah (Jonah Hill) jest studentem, który został zawieszony na rok, a teraz mieszka ze swoją matką. Po kłótniach i problemem ze znalezieniem pracy, postanawia zaopiekować się dziećmi pani Pedully (Erin Daniels).

## Obsada
- Jonah Hill jako Noah Griffith
- Ari Graynor jako Marisa Lewis
- Sam Rockwell jako Karl
- J.B. Smoove jako Julio
- Method Man jako Jacolby
- Max Records jako Slater Pedulla
- Landry Bender jako Blithe Pedulla
- Kevin Hernandez jako Rodrigo Pedulla
- Kylie Bunbury jako Roxanne
- Erin Daniels jako pani Pedulla
- D.W. Moffett jako doktor Pedulla
- Sean Patrick Doyle jako Garv
- Alex Wolff jako Clayton
- Lou Carbonneau jako Maitre' D
- Sammuel Soifer jako Benji Gillespie
- Alysia Joy Powell jako Suzy
- Michael Goldberg jako Moe
- Jason Grove jako Johnny